# Deathstroke
Slade Wilson, más conocido como Deathstroke (en español Golpe Mortal), es un supervillano ficticio que aparece en los cómics de superhéroes estadounidenses publicados por DC Comics. Creado por Marv Wolfman y George Pérez, el personaje debutó en The New Teen Titans # 2 en diciembre de 1980. Generalmente se le representa como un asesino y archienemigo de los Jóvenes Titanes, específicamente Dick Grayson; También se ha desempeñado como adversario de otros héroes en el Universo DC, como Batman y la Liga de la Justicia.
El personaje fue clasificado como el 24 ° mejor villano de todos los tiempos por la revista Wizard y como el 32° mejor villano de cómics de todos los tiempos por IGN. Es uno de los villanos más malvados de DC Comics. Ha sido adaptado sustancialmente a varias formas de medios, incluidos varios proyectos relacionados con Batman y la serie animada de los Teen Titans, en la que Ron Perlman le da voz. En acción real, Deathstroke ha sido interpretado por Manu Bennett en la serie de televisión Arrow de The CW, por Esai Morales en la serie Titanes de DC Universe y por Joe Manganiello en el Universo extendido de DC, comenzando con un cameo final en la película Liga de la Justicia de 2017.

## Interpretaciones del personaje en acción real
Ha sido representado en acción en vivo por Manu Bennett en la serie de televisión Arrow de The CW, también por Joe Manganiello en el Universo extendido de DC, en la película Liga de la justicia de 2017 y por Esai Morales en la serie Titanes. También apareció en Lois & Clark.

## Historia del personaje

### Evolución del personaje
Dependiendo del escritor, Deathstroke ha ido pasando de un violento mercenario pistolero, a un hombre sin miedo que mata, hasta volverse un simpático antihéroe, o simplemente un asesino a sueldo destinado a llenar las páginas. Su carácter ha sido moldeado por un cierto código de ética, que pueden cambiar en cualquier momento dependiendo de la situación de su vida. Inclusive cuando el código ha sido más estricto; se ha convertido, por momentos, en uno de los buenos. Mientras que otras veces ha tirado por la borda su propio honor, lo que lo ha llevado a realizar acciones como matar a sangre fría y sin sentido, como la destrucción de toda una ciudad; como fue el caso de la destrucción de Blüdhaven en la serie de Crisis Infinita o hasta el asesinato de un grupo de mercenarios en su adolescencia.

### Orígenes del personaje
A los 16 años de edad, Slade Wilson decidió entrar en el ejército, escapó de casa y mintió sobre su edad para poder ser aceptado en el ejército. Pronto mostró un gran talento muy superior al de cualquier otro soldado y fue promovido rápidamente una y otra vez hasta que su excelente reputación lo llevó a ser reconocido por Adeline Kane, una instructora militar, con quien más tarde comenzaría una relación amorosa y con quien se casaría con el tiempo. Poco después del nacimiento de su primer hijo, Grant Wilson, el mismo Slade se ofreció como voluntario para un experimento médico para el ejército diciéndole que era una prueba para defenderse del suero de la verdad (más tarde se revelaría que fue una prueba para crear un proyecto de supersoldados). El cuerpo de Slade reaccionaría violentamente respecto al experimento y quedaría postrado en la cama tras el nacimiento de su segundo hijo, Joseph Wilson. Más tarde Slade descubriría que el experimento había funcionado y de hecho que había mejorado sus sentidos y sus reflejos más allá de cualquier hombre común y corriente. Con sus deberes en el ejército, se limitó a las de escritorio, Slade entonces se dedicaría a la caza de profesionales con el fin de llenar el vacío que sentía dentro de sí mismo como un luchador. Sin embargo, esta vida también quedó en suspenso, cuando Wintergreen, un amigo de toda la vida, fue enviado en una misión suicida y fue capturado.Cuando sus superiores se negaron a ayudar, Slade se vio obligado a hacer lo imposible, entonces se crearía un disfraz y se fue en una misión en solitario no autorizada a fin de salvar a su amigo. Al final salvó a Wintergreen, pero fue dado de baja en el ejército por desobedecer órdenes. Slade decidió que esto era lo mejor. Harto del ejército y su ciego código de lealtad, Slade creó el personaje disfrazado de Deathstroke el Terminator, el mayor mercenario del mundo, sin que el mundo lo supiera jamás.

#### Antes de ser el mercenario
Slade siguió tomando sus contratos con el pretexto de ser un exterminador profesional, haciéndose llamar Deathstroke. Llegó a ser conocido internacionalmente por ser un asesino a sueldo profesional cuya fama le ha atribuido cientos de crímenes, sin que ninguno de su familia supiera algo relacionado con sus actividades. Sin embargo todo cambiaría cuando él se enterara de que los hombres que tenían secuestrado a su hijo menor, Joseph, eran los mismos que lo habían contratado para matar a un coronel de alto rango en un cuartel militar de Qurac. Decidido a mantener su código de honor, al final Deathstroke logró salvar la vida de su hijo, pero no logró evitar que le cortaran la garganta, de modo que Joseph quedaría mudo para el resto de su vida. Durante este tiempo, Slade también se había visto obligado a revelar por fin su identidad secreta de su esposa, y que había descuidado a su hijo, lo que llevó a Adeline a agredirlo y a tratar de matarlo. Slade apenas logró esquivar la bala para evitar una herida fatal, pero no pudo salvar su ojo derecho. Posteriormente, la pareja se divorciaría. Adeline decidió no contarle a su primer hijo, Grant, acerca de las actividades de su padre, decisión que más tarde sería contraproducente.

#### Acontecimientos de la saga El contrato de Judas
Años más tarde, a Slade se le ofreció un contrato por parte de la organización criminal H.I.V.E. para matar a un grupo de adolescentes metahumanos conocidos como los Jóvenes Titanes. Slade al principio se negó. Pero Grant Wilson, que, irónicamente, había idolatrado a Deathstroke (sin saber que este era su padre), se convirtió en Ravager, y asumió el contrato mismo. Como forma de pago, H.I.V.E. le había ofrecido más poder más allá de las capacidades que tuvo Deathstroke. Cuando Ravager atacó a los Titanes, Deathstroke intervino, pero al final, éste se unió a su hijo en su lugar. En conjunto, parecían destinados a estar en camino de ganar, pero cuando los poderes de Grant de repente se sobrecargarían. Sus células comenzarían a decaer rápidamente y Slade Wilson sólo pudo mirar como Ravager, su primer hijo, moría entre sus brazos.
Tras la muerte de Grant, Slade amargamente juró que cumpliría con el contrato de su hijo y se encargaría de matar personalmente a los Jóvenes Titanes en su lugar. Pronto, sin embargo, Deathstroke encontraría dicha tarea demasiado compleja para cumplirla por su cuenta, por lo tanto, emplearía a Tara Markov, una peligrosa joven adolescente con poderes de manipular y controlar a su voluntad el poder de la Tierra. Trabajó junto a Slade como una espía entre los Jóvenes Titanes, aprendiendo todos sus secretos y debilidades. Por último, Deathstroke hizo sus movimientos y uno por uno le fueron entregados los Titanes a H.I.V.E. al mismo tiempo que Adeline, que había estado vigilando las actividades de Slade, junto con su segundo hijo, Joseph, se acercó a Dick Grayson, y se ofreció a colaborar y a rescatar a sus amigos con la condición de que aceptase a Joseph en el equipo, esto marcaría la primera aparición de Joseph Wilson, como Jericho. Nightwing (en ese entonces, la nueva identidad tomada por Dick Grayson) y junto a Jericho habían liberado con éxito a sus compañeros Titanes y Slade fue detenido y llevado a juicio por secuestro. Sin embargo, Gar Logan (alias Chico Bestia), seguiría de luto por la muerte de Tara (que había muerto trágicamente a manos de sus propios poderes emocionalmente inestables) saboteando el camino y se fue después con la intención de matar a Slade. Slade enfrentaría a Gar desenmascarado y sin armas, y al final los dos se separaron haciendo una tregua. Finalmente libre de la carga de la muerte de Grant, Slade se retiraría de la vida como mercenario, y volvería de nuevo a la caza en África.

#### A la caza de los Titanes
Slade más tarde volvería siendo Deathstroke, sin embargo esta vez con un código estricto de honor, permitiéndose temporalmente ser un aliado de los Titanes. Cuando los Titanes fueron capturados por la Wildebeest Society, Deathstroke ayudó a los Nuevos Titanes a localizar a sus compañeros desaparecidos. Para sorpresa de todos, el líder de la Wildebeest Society fue un corrompido y poseído Jericho. Durante la transferencia de las almas de Azarath a los cuerpos de los Titanes, el verdadero Jericho resurgió y le rogó a su padre para que lo salvara, Finalmente logró librarse de ellos, pero querían entrar otra vez a él; y entonces le pidió a su padre que lo matara. Sin ninguna otra opción, Deathstroke mata a su hijo al manejar una espada a través de su cuerpo, causándose a sí mismo una gran cantidad de dolor, ya que consideró que era su culpa que sus dos hijos estuvieran muertos. Aún repugnado por la idea, Deathstroke mató a su propio hijo para salvar su alma, aunque luego culpó a los Titanes por su muerte, por hacerlo llegar a esa situación.
Sin embargo, años después se supo que Jericho aún vivía, ya que al momento de morir usó su poder para dejar su cuerpo y entrar al de su padre, el que logró controlar luego de unos años como cuando usaba su poder en condiciones normales. Deathstroke mató a su asistente, Wintergreen, mientras estaba bajo el control de Jericho

#### Deathstroke el Cazador
Deathstroke regresa para luego pasar a la clandestinidad después de que él se convierte en un fugitivo siendo perseguido por el asesinato de un enmarcado senador de los EE. UU. Durante la persecución, Slade aparentemente parecía haber sido asesinado, pero resulta que luego despierta de la muerte sanado por completo; lo que pondría de manifiesto el alcance de las capacidades curativas de Slade, la aparente inmortalidad virtual. Con el tiempo, Deathstroke sería capaz de limpiar su nombre, con la ayuda del sargento Steel y los nuevos Titanes, demostrando que el asesinato fue planeado realmente por Steve Dayton, que se había vuelto aparentemente loco debido al casco de Mento. En medio de tratar de limpiar su nombre, los amigos de Slade y sus seres queridos también se habían convertido en blancos de un misterioso hombre iracundo maltrecho conocido con el nombre de Ravager. El asesino secuestró a Rose Worth, la hija de Llillian Worth: un interés romántico de Slade tras el divorcio de Adeline Kane. Wintergreen había rescatado a Rose, pero Lillian había sido asesinada. Slade temía que no sería un buen padre para Rose, y decidió dejarla al cuidado de Wintergreen. En la batalla final contra el Ravager impostor, Slade descubre que el asesino es su celoso medio hermano, Wade Defarge.

#### Titanes: Acolitos Inmortales
Durante la batalla con Wade, Adeline Kane es acribillada y dada por muerta, hasta que milagrosamente vuelve a resucitar. Tras los acontecimientos del arco argumental de Deathstroke: Gira mundial, Slade le hace a Adeline una transfusión de sangre para salvar su vida, que al parecer también le incluyó habilidades como su capacidad regenerativa. Sin embargo, Adeline posteriormente resurge como seguidora de H.I.V.E., enloquecida por la misma sangre que la hizo inmortal. Un equipo de Deathstroke formado temporalmente con los Titanes en un intento por salvar a Adeline y dejar al equipo de Vándalo Salvaje, líder de la organización Tártarus, trató de extraer la sangre alterada de Adeline para ganarse la inmortalidad. Ocasionándole una hemorragia lenta al tratarle de vaciarle sus superpoderes, Adeline llega ante Slade y le pide que la reuniera al lado de sus hijos. Deathstroke se niega, pero Starfire hace que dicha decisión sea tomada, y termina con la vida de Adeline Kane. El actuar drástico de Starfire causa en Deathstroke la rotura de todos los lazos con los Titanes.
Recientemente adoptaría a una nueva hija, Rose, que lo ayuda trabajando junto a él. Usa un traje similar al usado por Grant Wilson, y se hace llamar "Destructora" o "Ravager"

#### Mi hijo está dentro de mí
Cuando los miembros de la Justicia Joven se convirtieron en la más reciente encarnación de los Jóvenes Titanes, Deathstroke descubrió que el alma de Jericho se había refugiado dentro de su cuerpo y no había sido detectado hasta ese momento.
Deathstroke trató de expulsar a su hijo con la ayuda de Wintergreen, sin embargo, en defensa propia, Jericho (controlando el cuerpo de su padre) mató a Wintergreen y también intentó destruir a la más reciente encarnación de los Jóvenes Titanes en un intento de evitar que otros adolescentes murieran, mientras trataban de ser héroes. Con Jericho en su interior, lo primero que hizo fue llevar a los nuevos Jóvenes Titanes a una trampa en Alcatraz y siendo capaz de someter a Bart Allen. Al enviar un mensaje en el cual explica que "los niños no deben usar armas" Bart le dispara en la rodilla. A continuación, Chico Bestia y Cyborg es emboscado fuera del hospital durante la recuperación de Bart que, a pesar de no estar completamente recuperado, Jericho obtuvo la forma de tomar las habilidades de su padre, y fue capaz de derrotar a los Gar y Cyborg lanzándole un cuchillo en el ojo cibernético a este último. Después de derrotarlos, embosca a Robin, Wonder Girl y a Superboy. Al igual que Slade, Jericho estuvo a punto de dispararle a Robin, y Bart Allen en ese momento recuperado completamente y ahora llamado como el nuevo Kid Flash, llega a salvar a Robin justo a tiempo. Es entonces que Slade se encuentra dominado por Superboy y el lazo de Wonder Girl.
Jericho dejaría definitivamente el cuerpo de su padre y comenzaría a atacar a los Titanes con su propio cuerpo en contra de ellos, sin embargo quedaría atrapado por Raven y en la historia siguiente el espíritu de Cyborg es descargado en un pequeño disco.
Después de eso, Deathstroke decide contratar a su hija como su nueva aliada y asumiendo la identidad como la cuarta Ravager. Es la primera vez que lo consigue mediante una contratación de forma anónima a través de su hermano que estaba dispuesto a trabajar gratis debido a su odio por Slade para matar a la familia actual de Rose. A continuación, Deathstroke le hace seguir sus pasos para salvarla al intentar ganarse su confianza. El utiliza el suero en su hija de la misma manera en la que él obtuvo sus poderes, sin embargo, esto la hizo volverse loca y cortarse uno de sus propios ojos, con el fin de parecerse a su padre. Ahora, con su hija a su lado, Deathstroke caza a una Raven recién renacida porque cree que va a representarle una seria amenaza, así como para vengarse de su hijo, que está dentro del cuerpo de Raven y quien le había hecho matar por parte de Wintergreen. Slade ataca numerosos cultos del Hermano Sangre hasta que es llevado ante Robin y Starfire de los Jóvenes Titanes. Entonces decide trabajar con ellos para que deje a Raven, que podría a su vez trabajar para el Hermano Sangre. Starfire entonces decide después traicionar a Deathstroke antes de que pueda matar este a Raven revelándole que había mentido todo el tiempo. A medida que la batalla continúa, Slade y Rose entran en el alma de Raven y posteriormente logran su liberación, junto con Jericho, que estaba dentro del cuerpo. Las órdenes de Slade se levantaron para matar, pero Rose era incapaz de hacerlo lo suficientemente rápido y se ven obligados a retirarse de nuevo.

#### Crisis de identidad
Deathstroke fue contratado por el Doctor Light como guardaespaldas de casi todos los miembros de la Liga de la Justicia original, junto a los portadores de los mantos de Flash y Linterna Verde. Luchó y por poco derrota al equipo formado por Elongated Man, Hombre Halcón, Atom, Flecha Verde, Canario Negro, Zatanna, Wally West (Flash) y Kyle Rayner (Linterna Verde). Deathstroke primero atacó a Flash clavándole su espada en el abdomen, luego golpeo a Zatanna por debajo de su caja torácica lo que la hizo vomitar continuamente y evitar que realizara sus hechizos. Al Hombre Halcón que apenas se encontraba justo al lado del ataque provocado a Zatanna, Deathstroke le cortó las correas de sus alas por detrás de él, haciéndolo caer al suelo. Flecha Verde le dispara sus flechas a Deathstroke pero este lo desvía con su espada y corta las puntas de las flechas de Ollie, entonces, Ollie intenta como fuera esquivarlas. Entre los intentos de que Canario Negro usase su grito sónico, Deathstroke se voltea y le envuelve una bolsa en la cabeza para que no pueda abrir la boca y no pueda respirar.
Ollie trata de ayudarla, mientras que Deathstroke utiliza un láser para derrotar a Atom. Kyle Rayner es el último en pie, pero antes de que pueda atacar a Deathstroke, este le rompe los dedos e intenta utilizar el anillo para sí mismo. Desafortunadamente, mientras que él estaba tratando de hacerse con el control del anillo de Kyle, Flecha Verde salta sobre el y le clava una flecha en su costado derecho, haciéndole perder su temperamento y conduciéndolo a su derrota final.

### Crisis Infinita

#### Deathstroke, Renegade y la Sociedad Secreta de Supervillanos (Villanos Unidos - Pre-Batalla por Blüdhaven)
Nightwing intentó unirse a la Sociedad Secreta de Supervillanos para destruirlo desde dentro, sin embargo la única manera para que él se ganara la entrada era pedir a Deathstroke la adhesión y revelarle su verdadera identidad. Nightwing le deja un mensaje a Deathstroke en un intento de dialogar con él, quien a cambio, decide pedirle luchar contra él, pero la batalla es interrumpida por la nueva Ravager, su propia hija. Deathstroke y Nightwing deciden dejar el combate, a cambio de que él entrenara a su hija en todo lo que sabe.
Después de su negociación, es golpeado por Nightwing, entonces se hace pasar bajo la nueva identidad de "Renegade" e inicia el entrenamiento de Ravager. Ravager también utilizaría ese tiempo para convertir a Rose en una heroína una vez más. Entonces Deathstroke y Nightwing hacen un trato con los demás para que la Sociedad no se apoderara de Blüdhaven, a cambio de que Nightwing dejará a Rose (Ravager) para que se valiese por sí sola. El acuerdo no duró, sin embargo, Deathstroke más tarde haría destruir a Blüdhaven con el supervillano mutante, Chemo. Posteriormente, un enfurecido Nightwing le revela a Rose que la Kriptonita que su padre había puesto en sus ojos era su envenenamiento y que finalmente la iba a matar. Después de esta revelación, Ravager deja de tener algún tipo de relación con su padre.

#### Batalla de Metrópolis
Durante la batalla de Metrópolis, Deathstroke se enfrentó a un equipo formado por Batman, Nightwing y Robin. El trío lo derrotó con facilidad, sin embargo cuando se le preguntó sobre sus razones para abandonar a su código de honor él respondió que porque había perdido a su hija, así como sus dos hijos, y que todo era debido a Nightwing.

#### 52
Deathstroke fue visto brevemente durante 52, aprovechando el momento en que Batgirl se sintió desmoralizada cuando Batman junto con Robin y Nightwing, que la habían dejado sin que participase en el equipo, y que también habían decidido pedirle a un Harvey Dent (aparentemente regenerado) para que velara por Gotham, y no ella.

#### Un año después
Deathstroke decide vengarse de Flecha Verde, por lo que le hizo este a él durante la crisis de identidad. En su lucha contra Flecha Verde cae una vez más derrotado, sin embargo, se explicaría más tarde que Deathstroke le había permitido ganar con el fin de entrar a la cárcel para poder hablar con alguien allí.

#### Los Titanes Oriente de Deathstroke
Deathstroke reconstruyó la antigua Torre de los Titanes y contrató a un nuevo equipo que consistió en Match, Risk, Kid Crusader, Duela Dent, Enigma, Sungirl, Inercia y a una Batgirl (Cassandra Cain) controlada mentalmente y enloquecida.
Él utilizó a este equipo para atacar y capturar a los Titanes. Sin embargo, los Titanes lograron escapar y el equipo de Titanes de Deathstroke regresó una vez más a la Batalla. Batgirl y Duela se unirían al lado de los Jóvenes Titanes. El equipo de Titanes de Deathstroke fue demasiado peligroso para que los titanes lo puedan manejar, por lo que el equipo de Deathstroke había ganado, sin embargo Raven fue capaz de reclutar a Nightwing, Donna Troy, Chico Bestia y a Bart Allen y con su ayuda los Jóvenes Titanes derrotaron fácilmente al equipo de Deathstroke. Sin embargo Deathstroke e Inercia, por desgracia, fueron capaces de escapar.
Más tarde se revelaría que la verdadera razón por la que Deathstroke formó su equipo era para que Ravager (Rose Wilson) y Jericho (quien recientemente había renacido) formasen una familia con la base del equipo de los Titanes Oriente, algo que ni él mismo nunca podría haberles dado.

#### Crisis Final

##### Última voluntad y testamento
A Deathstroke se lo ve en una azotea sin darse cuenta de que una cámara de Geo-Fuerza que le había implantado lo vigilaba. Slade es entonces sometido por Geo-Fuerza, que aún se sentía molesto por la muerte de su hermana, Terra. Entonces Geo-Fuerza ataca brutalmente a Deathstroke con todo lo que tiene. Deathstroke le dispara varios dardos en los muslos a Geo-Fuerza, neutralizándole sus poderes. Como resultado, Geo-Fuerza cae en el mismo callejón que Joseph Wilson, hijo de Deathstroke (Jericho), donde a este le habían cortado la garganta con unos alambres a la luz del día. El único lugar donde Deathstroke realmente se sentía perdido. Deathstroke le dice a Geo-Fuerza que no es la primera persona que intenta el mismo truco, y luego lanza su espada y un cuchillo contra las piernas de Geo-Fuerza, atando a Geo-Fuerza en el contenedor de basura que se encontraba detrás de él. Deathstroke entonces empieza a contarle a Geo-Fuerza que él piensa utilizarlo para destruir a la Liga de la Justicia, tal como había utilizado a su hermana para intentar destruir a los Titanes. Geo-Fuerza luego se saca la espada de su pierna y los alambres de su propia garganta. Deathstroke, recordando la noche en que su hijo quedó sordomudo por culpa de los criminales, en donde Joseph fue cortado, se apresura a coger a Geo-Fuerza y le dice que él no podía tomarlo porque estaba lejos de él. Geo-Fuerza, aún con la espada en la mano, apuñala a Deathstroke a través del corazón partiendo el cuchillo en dos.

#### Faces of evil
Deathstroke se le ve entonces en un ala del Hospital Bellevue, donde le atienden por la herida sufrida en el corazón. Entonces, empieza a recordar todas las cosas malas que le han sucedido a él y a su familia. Los médicos piensan que está muriendo, y para que le concedieran un último deseo, era ver a su hija (Rose Wilson). Cuando Rose llega, Slade lo encuentra en una silla de ruedas. Rose intenta matarlo con un alambre alrededor de su cuello, pero él se libera. Él le dice a Rose que había engañado a las máquinas haciéndoles pensar a los médicos de que se estaba muriendo, pero en realidad era que cada vez más estaba en plena recuperación. Rose luego le corta la cara con un tubo, Slade le da una patada hacia abajo, toma el tubo y lo utiliza para romper una ventana. En ese momento se presentan unos helicópteros de seguridad en el exterior, saltando a uno de ellos, con un arma cortopunzante en las manos, y otra en el pecho. Deathstroke luego les dispara a los helicópteros para que caigan, y este va volando. Más tarde, se encuentra con un joven niño de la calle que se decide tomarlo bajo su protección.

#### La Noche Más Oscura
Slade está sentado en su casa leyendo el diario de un viejo amigo suyo que murió mientras su hijo Jericho le cuida. Éntonces recuerda que la culpa del asesinato es culpa suya y va a la ventana a mirar y se pone a pensar. La tormenta causa que los rayos revelen a una Rose rompa la ventana. Ella intenta vengarse de él mientras que él trata de decirle acerca del peligro que corren por la presencia de los Black Lanterns. Ella no le cree hasta que su hijo Grant, el Ravager original, trata de matarlos. Slade intenta matarle a un par de veces, pero no tiene éxito debido al poder del anillo. También aparece el coronel que fue su amigo durante su época en el ejército que también trata de matarlo lentamente empujando su cabeza por la chimenea, pero luego se detiene cuando va a encontrarse con su hija Rose Wilson. Ella intenta atacarlo, mientras que Slade se ve obligado a enfrentarse a su primera esposa amistad, Adeline Kane, mostrando Slade signos de dolor emocional, Posteriormente Jericho aparece para proteger a Rose y salvar a su padre, luego de discusión entre hermanos y su padre, deciden que por ahora lo más conveniente es escapar de los muertos, haciendo volar la casa, por unos instantes, Joseph logra controlar la mente de uno de los Black lanterns, logrando ver los sucesos acaecidos de la Noche Más Oscura, Posteriormente, Slade discute con su hija y está al final le dice que si se acerca a ella o a su madre (quien reconoce que reapareció y aún vive) ella volverá ante Slade para matarlo.

#### El día más brillante

##### Titanes - Villanos de alquiler
Deathstroke arma un equipo de titanes nuevo formado por Cheshire, el segundo Tattoed Man, Cinder, y Osiris. Su primer objetivo, es la realización de un trabajo con el fin de asesinar al nuevo Atom (Ryan Choi). El nuevo Atom, estando en su casa, entonces es atacado por los Titanes de Alquiler de Deathstroke, y es brutalmente asesinado. Deathstroke se lleva el cinturón Atom, e intercambia el cuerpo por un objeto desconocido con Dwarfstar. Deathstroke ha revelado el secreto de la resurrección de la vida misma y se las ofreció a los miembros de su equipo. Roy Harper y Cinder inician un motín contra el junto al resto del grupo. Mientras que un recién resucitado Jericho traiciona a su padre y se prepara para destruirlo tanto a él como al dispositivo Matusalén.

## Relanzamiento de su serie en lasNuevas 52
DC Comics anunció que sería parte del relanzamiento de toda su línea de cómics durante el mes de septiembre de 2011. Esto se haría a través de la publicación de 52 nuevos títulos con el #1. Deathstroke se le dio su propia serie que estuvo en curso como parte del relanzamiento. El primer número apareció 14 de septiembre de 2011 y está escrito por Kyle Higgins con el arte de Joe Bennett y Art Thibert. Recientemente fue cancelada la serie.
Escritor Kyle Higgins toma a Deathstroke tomándolo para recuperar sus raíces asperamente sangrientas. Después de terminar un trabajo de un asesinato sangriento realizado en Moscú participando en la decapitación de un objetivo, Slade llama la atención de un nuevo cliente. Christoph Slade le ofrecen un nuevo contrato. Se trata de un contrato para matar y recuperar que le obligan a trabajar con un equipo de ayudantes jóvenes desagradables que se hacen llamar Dawgs Alpha. Deathstroke lleva a cabo el contrato, pero descubre en un maletín un secreto en su interior. Se lo lleva de regreso y se le muestra a Christoph que en ese instante se va, pero no antes de matar a los Dawgs Alpha después de ver como estos se convierten en su virtual competencia.
También se ha dado a conocer que la nueva versión y tomando también su enfoque inicial de que operó para el gobierno de los EE. UU. en un grupo secreto de metahumanos conocido como el Team 7 cuyo equipo estaba basado en el equipo que fue creado por Wildstorm Studios durante la época con Image Comics, y cuyo equipo fue relanzado por DC Comics en una serie que tan solamente duraría 8 números, en donde se explicaba que trabajaba junto con Amanda Waller en un equipo especial contra metahumanos cuyo bjetivo era detener a Mr. Majestic.

## Habilidades
A Slade Wilson se le dio un suero de supersoldado experimental que aumentó sus habilidades físicas y mentales a niveles sobrehumanos, otorgándole mayor fuerza, velocidad, resistencia, agilidad, durabilidad, reflejos y sentidos. Deathstroke también posee un factor de curación que le permite recuperarse de las heridas a un ritmo acelerado, a pesar del hecho de que ha declarado que solo puede curar heridas no fatales que ha demostrado curarse de tener su cerebro volado o ser disparado, empalado e incluso regenerar su propio corazón. Estas habilidades regenerativas le han dado un proceso de envejecimiento más lento y una longevidad prolongada, además de una resistencia a las toxinas. Si bien se dijo originalmente que Deathstroke podía usar hasta el 90% de la capacidad de su cerebro , luego se aclaró que su cerebro procesa la información nueve veces más eficientemente que el de un humano común.
Deathstroke también tiene memoria eidética y ha sido descrito como un genio táctico con una mente estratégica que rivaliza con la de Batman .
Incluso antes de adquirir sus poderes, Deathstroke dominaba numerosas formas de combate cuerpo a cuerpo y artes marciales, así como el manejo de la espada y la puntería como parte de su entrenamiento de élite en el ejército. Su arsenal de armas incluye varias espadas, armas de fuego, cuchillos y un bastón balístico capaz de disparar rayos de energía desde cada extremo.

## Versiones alternativas

### Universo de Antimateria
Una versión del universo de antimateria de Deathstroke ha aparecido una sola vez. Esta versión fue casi idéntica a Deadpool, una referencia al hecho de que Deadpool empezó como una copia de Deathstroke. A lo largo del cómic que trata de mencionar su propio nombre, pero nunca se aleja de los muertos. Atacó a Superman y Batman a bordo de un barco crucero iniciando sus carrera. Este fue el caso en el que le reveló su identidad el uno al otro.

### Tierra-9
En Tierra-9, una versión alternativa de Deathstroke es miembro de los Cinco Fatales. Esta versión es un hombre en un traje blindado, y junto con sus compañeros de equipo fue el responsable de la muerte del segundo Atom de dicho mundo.

### Flashpoint

#### Deathstroke And The Curse Of The Ravager
Los sucesos ocasiondados por la saga Flashpoint, Slade Wilson sigue siendo llamado Deathstroke, aquí, en esta realidad, dejó de ser un mercenario para convertirse en un violento e infame capitán de un barco pirata en busca de su amada hija Rose. Su hija, que Deathstroke considera como su mayor tesoro, ha sido secuestrada y él no se detendrá ante nada para recuperarla. A medida que la guerra entre la Atlántis y las Amazonas se recrudece el Capitán Deathstroke, y su equipo de temibles piratas surcan los océanos y los mares saqueando civilizaciones asoladas por la guerra en su barco el Ravager.
Entre sus viajes, Deathstroke y su equipo de servidores buscan al temido pirata llamado Señor de la Guerra y su barco el Skartaris. Cuando uno de los miembros de la tripulación Deathstroke confirma que el señor de la guerra tiene de hecho una mujer cautiva en animación suspendida en espera de su nave, Deathstroke supone que debe ser su hija y las órdenes a su tripulación a bordo del buque enemigo es no dejar vivo a nadie. Deathstroke y el Señor de la Guerra entran en combate brutal con el capitán y al final, ni siquiera logra ganar la partida. Una vez que se le informa que su equipo está en posesión de la pasajera, las órdenes del equipo de Deathstroke es traerla de vuelta a la nave y corta batalla con el Señor de la Guerra. El capitán tiene a su miembro de la tripulación que estuvo congelado del Skartaris y su tripulación de aventureros descreídos, pero el Señor de la Guerra escapa de la destrucción y huye en un jet ski. Deathstroke se enfurece cuando se entera de que la pasajera no era su hija, sino otra metahumana llamada Jenny Blitz.
En un estado de rabia, Deathstroke tortura uno de los miembros de la tripulación capturada del Señor de la Guerra por cualquier información sobre el paradero de su hija. Para empeorar las cosas, el Ravager ha perdido a un puñado de miembros de la tripulación durante el enfrentamiento con el Skartaris y ahora está en desesperada necesidad de obtener más mano de obra. Deathstroke ordena a su tripulación dirigir el barco hacia la isla de Santa Elena, donde se recogen más tripulación para salvar a su hija. El capitán y su tripulación se dirigen a la isla prisión de la Tormenta, sólo para descubrir que Rose ya no se encuentra allí y que ha sido trasladada a un laboratorio de metahumano en algún lugar de Noruega. Antes de salir de la isla, Deathstroke les hace una oferta a un grupo de prisioneros para navegar por los mares bajo su dirección y saquear lo que se les dé la gana o que se pudran en sus celdas. Todos los prisioneros aceptan su oferta, incluyendo a Machiste, Clayface, The Eel, and The Fisherman. Deathstroke junto con su nueva tripulación comenzará a navegar hacia el norte hacia Noruega.
En el camino del Ravager supera a un barco que inmediatamente se rinde y les entregan a un metahumano llamado Sonar, nombrado en el testamento de Deathstroke, que sabían que lo tenían. Sonar tiene la capacidad de ver lo que está por debajo de la superficie del agua, una habilidad que encuentra Deathsroke muy importante y útil. Tan pronto como el Ravager se adentra en las aguas de la zona de la guerra, cerca de lo que antes solía ser París, Francia, es inmediatamente abordado por el emperador Aquaman y su hermano Océan Master. Deathstroke está realmente preocupado por la repentina aparición de este tirano, y con razón, Aquaman apuñala a Deathstroke con su tridente y da órdenes a su hermano para no dejar sobrevivientes.
Gravemente herido, Deathstroke se encuentra impotente contra Aquaman y Ocean Master al ver masacrados a varios de sus tripulantes. Deathstroke es capaz de recuperarse de sus lesiones a través de los esfuerzos combinados de Eel y Sonar. Sin embargo, Deathstroke está de acuerdo para darle a sonar un 50% de lo que recoja su barco y hacerle segundo en el mando. Como él y su equipo enterrarían a sus camaradas muertos en el mar, son atacados por Señor de la Guerra y su flota de barcos. Deathstroke dispara al Señor de la Guerra en el ojo derecho con un rifle de francotirador, pero no antes de que él pueda dispararle otro tiro, en ese momento Jenny Blitz despierta y lanza bolas de fuego mortales contra varios barcos de la flota del Señor de la Guerra, hundiendo de algunos de sus barcos. A continuación, se proclama a sí misma como el nueva capitana del Ravager, mientras eso, Slade rescatar sana y salva a su hija Rose.

## Apariciones en otros medios

### Televisión

#### Animación
- Deathstroke aparece en la serie animada de Los Jóvenes Titanes, con la voz de Ron Perlman.[16]Solo lo llaman por su nombre de pila, Slade. No lo llamaban "Deathstroke" porque los censores no creían correcto utilizar nombres con "death" (muerte) en series para niños. En la serie, es el mayor enemigo de los Titanes. En vez de ser un mercenario (como en los cómics), el Slade de la serie dirige una organización con el objetivo de eliminar a los Titanes y conquistar la ciudad. Slade, buscando a alguien que siguiera sus no tan excelsos pasos, secuestró a Robin y lo obligó a robar, ya que si no lo hacía, mataría a sus amigos con unas sondas que introdujo en su sangre, Robin tuvo que obedecer, aunque cuando Slade activo las sondas en presencia de los Titanes, descubrió de donde venía la energía de las sondas, fue y se le clavó a la máquina, quedando el también con sondas y le dijo: "Slade, si pierdo a mis amigos pierdes a tu aprendiz", lo cual lo obligó a destruir el control remoto del aparato. Probó después con Terra, pero falló porque Chico Bestia aún la quería y lo envía a la lava, donde después Trigon lo resucita, para ayudar en su conquista de la Tierra. Slade luego traiciona a Trigon y ayuda temporalmente a los Titanes a derrotarlo, recuperando su vida en el proceso antes de desaparecer. Una ilusión de Slade atormenta a Chico Bestia diciéndole que se olvide de Terra, ya que ella no tiene ganas de recordarlo, Chico Bestia lo derrota, pero era solo un clon robot del verdadero Slade.
- Deathstroke aparece en Justicia Joven, inicialmente expresado por Wentworth Miller en "The Fix" y por Fred Tatasciore en adelante.[17] Él aparece por primera vez en el episodio de la segunda temporada "True Colors", durante el cual reemplaza oficialmente a Sportsmaster como el ejecutor de The Light. Sirve como asesino personal de Manta Negra por el resto de la temporada. Deathstroke regresa en la tercera temporada, reemplazando a Ra's al Ghul como miembro de The Light y líder de la Liga de Asesinos. Deathstroke y Lady Shiva forjan una alianza con Bane para formar un metahumano red de tráfico en la isla de Santa Prisca. Después de que el equipo de Nightwing's Outsiders aparentemente libera a la metahumana princesa Terra Markov del cautiverio de The Light, se revela que Terra es una espía que trabaja para Deathstroke.
- Deathstroke aparece en Beware the Batman, con la voz de Robin Atkin Downes. Esta versión de Slade Wilson era originalmente un agente de la CIA que fue despedido por su mentor Alfred Pennyworth por sus métodos despiadados. Slade se convirtió en el asesino internacional "Deathstroke", y finalmente fue contratado por Anarky y Harvey Dent para matar a Batman. Deathstroke acepta el contrato para vengarse de Pennyworth, quien desde entonces lo "reemplazó" por Bruce Wayne como protegido. Slade se hace pasar por "Dane Lisslow" durante la mayor parte de la carrera del programa para acercarse a Bruce y Alfred, y termina perdiendo su ojo derecho durante una pelea con Batman en el final de la serie.
- Deathstroke (conocido como "Slade", similar a la serie original de los Jóvenes Titanes del 2000) se menciona varias veces en Teen Titans Go!. Su rostro se puede ver en el saco de boxeo de Robin en varios episodios, y su hija Rose Wilson / Ravager lo menciona indirectamente en el episodio "Cool School", cuando ella le dice a Raven que ambos tienen problemas con el padre. Además, en el episodio "Terra-ized", Terra se muestra que se ha infiltrado en la Torre de los Titanes para robar los secretos del equipo para un villano mayor, que se supone que es Slade. Al comienzo del episodio "El regreso de Slade", los Titanes aumentan el entusiasmo por su próxima batalla con Slade, pero todo el evento finalmente tiene lugar fuera de la pantalla. La única aparición física de Slade en la serie es brevemente al final del episodio "The Titans Show", donde es visto entre los otros villanos principales del Universo DC convocado por Control Freak para luchar contra los Titanes (con el episodio terminando antes del actual batalla).
- En mayo de 2019, The CW anunció la serie animada Deathstroke: Knights & Dragons para su plataforma CW Seed.[18] La serie se estrenó en el primer trimestre de 2020.[19] Michael Chiklis proporcionó la voz para el personaje.[20]
- Deathstroke aparece en el episodio de DC Super Hero Girls, "#DinnerForFive", con la voz de D. C. Douglas.[21] Aunque todavía es un mercenario, esta versión también es un padre cariñoso con su hija Rose (que es consciente de su profesión) y está tratando de reconectarse con ella después de estar ausente la mayor parte de su vida. Mientras apunta al Comisionado Gordon, Deathstroke lucha contra Batgirl y luego reconoce a su alter ego cuando Rose la invita a cenar. Una vez más luchando contra Batgirl, Deathstroke casi la mata, pero Rose se lo impide. Disculpándose por traicionar la confianza de su hija, promete no molestar más a los Gordon y decide tomarse un tiempo libre para trabajar en la reconstrucción de su relación con Rose.
- Deathstroke se menciona en Harley Quinn. En el episodio "Trapped", su espada se muestra en exhibición en el museo del Doctor Trap, y Harley Quinn la usa para liberar a Hombre Cometa de una trampa. Su nombre también aparece en el teléfono del Doctor Psycho en "A Fight Worth Fighting For".
- Deathstroke aparece en Mis aventuras con Superman, con la voz de Chris Parnell.[22][16]Esta versión es un miembro de la Task Force X, más tarde LexCorp, que maneja una armadura motorizada y finalmente pierde su ojo derecho a causa de Livewire.

#### Acción real
- Deathstroke hace su aparición con su nombre de pila: (General Slade Wilson) en Smallville en el noveno episodio de la décima y última temporada de Smallville llamado Patriot, interpretado por Michael Hogan. Vuelve en el unodécimo episodio, Icarus, donde da muerte a Hawkman. Clark Kent lo envía a la Zona Fantasma.
- Deathstroke aparece en Arrow, serie de televisión basada en Flecha Verde, en un inicio se hizo referencia a él al aparecer su máscara destruida en el primer episodio, posteriormente hizo varias apariciones torturando a Oliver Queen en los flashbacks de la isla donde este último estuvo perdido, finalmente en el episodio 14 se presentó ante Oliver, Slade Wilson, está vez sin máscara interpretado por el actor Manu Bennet, en un inicio Oliver vio la máscara rota, pensando que Wilson fue quien lo torturó, pero este le revela que había otro con el mismo uniforme, Billy Wintergreen, quien junto a él rescatarían a Yao Fei, sin embargo, al ser capturados, Wintergreen se unió a Fyers, estos últimos finalmente murieron a manos de Queen y Wilson. Slade siguió haciendo apariciones en los flashbacks de Oliver, en el episodio Three Ghost, correspondiente al noveno de la segunda temporada, se revela que en la isla fue inyectado con un suero perdido de nombre, mirakuru, creado por japoneses como arma durante la Segunda Guerra Mundial, este aumenta la velocidad, fuerza y reflejos, entre otros beneficios, finalmente mismo capítulo se revela por primera vez en el presente, con su apariencia típica de los cómics sin la máscara, con el ojo derecho perdido, algunas canas, de traje y dirigiendo la distribución del mirakuru usando su sangre para la fórmula, jurando venganza en contra de Queen y con Sebastian Blood/Hermano Sangre como su lacayo.[23]
- Deathstroke aparece en la segunda temporada de la serie Titans, interpretado por Esai Morales.[24][25][26]Esta versión es un veterano de Fuerza Delta que se sometió a biomejoras experimentales en H.I.V.E. La disputa de Slade con los Titanes comenzó cuando mató a Garth, lo que provocó que su líder Dick Grayson expusiera la verdadera naturaleza de Slade a su hijo Jericho. Culpando a los Titanes por destrozar a su familia, Slade intenta buscar venganza plantando a su hija ilegítima Rose en sus filas, aunque Rose finalmente lo traiciona y lo apuñala después de unirse a los Titanes. Una versión zombificada de Deathstroke aparece brevemente en la cuarta temporada.

### Cine

#### Animación
- En la película animada, Justice League: Crisis on Two Earths, un Slade Wilson junto a su hija Rose del Universo Antimateria aparece como Presidente de los EE. UU. a quien el Lex Luthor de dicha tierra junto a los miembros de la Liga de la Justicia acuden a Slade con el fin de que les colabore en poner bajo custodia al resto de los miembros del Sindicato del Crimen de América.
- En la película animada, Justice League: The Flashpoint Paradox, aparece la versión de Slade Wilson contada en la serie Tie-In de Flashpoint, Deathstroke And The Curse Of The Ravager, cuya historia es la misma contada en el cómic y siendo adaptada a la película animada.
- En la película animada, Son of Batman, aparece como el villano principal tras haber matado a Ra's al Ghul e investigando a su nieto Damian Wayne.
- Aparece en la película Teen Titans Go! to the Movies, con la voz de Will Arnett.[27] Se hace pasar por la directora de cine Jade Wilson (con la voz de Kristen Bell) y produce películas sobre superhéroes para mantenerlos distraídos mientras roba varias piezas de tecnología de sus ciudades, que usa para construir el dispositivo D.O.O.M.S.D.A.Y. que le permitirá esclavizar a la población mundial a través del control mental. Al intentar robar un cristal para alimentar su dispositivo de S.T.A.R. Labs, Slade se encuentra con los Titanes por primera vez, quienes buscan convertirlo en su archienemigo para que sean lo suficientemente relevantes como para hacer una película sobre ellos. Abrumando a los Titanes, Slade escapa mientras los insulta. Más tarde, intenta infundir el poder del cristal robado en Wayne Tech, pero los Titanes nuevamente intervienen y recuperan el cristal, mientras que Robin demuestra ser un digno oponente. Impresionado, Slade sugiere que Robin podría convertirse en su archienemigo y que debe dejarlo ir para que puedan luchar de nuevo, como hacen todos los grandes héroes, antes de escapar mientras Robin está distraído. Como Jade Wilson, Slade logra dividir a los Titanes al ofrecerle a Robin una película en solitario, y luego lo engaña para que abra la bóveda en la Torre de Titanes donde se guarda el cristal. Slade luego destruye la Torre y deja que Robin muera, pero él escapa. Mientras los Titanes logran frustrar su plan, Slade toma el control de un robot gigante y esclaviza a la mayoría de los superhéroes del mundo, incluido Robin, pero este último es sacado de su trance por sus amigos. Juntos, los Titanes derrotan a Slade con música, destruyen su robot y el cristal y liberan a todos los héroes de su control; El destino de Slade después sigue siendo desconocido como "Deadpool", para su disgusto.

#### Acción en vivo
- Joe Manganiello interpreta a Slade Wilson / Deathstroke en el Universo extendido de DC.
  - Deathstroke aparece por primera vez en la escena poscréditos de Justice League (2017). Después de que Lex Luthor se escapa de Arkham Asylum, recluta a Wilson para formar "una liga propia" en respuesta a la resurrección de Superman y la formación de la Liga de la Justicia.
  - Deathstroke vuelve a aparecer en la escena final ("Epílogo") de Zack Snyder's Justice League (2021). Después de que Lex Luthor se escapa de Arkham Asylum, se reúne con Wilson en su yate y le pregunta de 'por qué quiere derrotar al murciélago, sin costo' a lo que él (Wilson) responde que 'es personal'; Wilson le advierte Luthor que no le haga perder el tiempo, acto seguido Luthor le dice a Wilson que la identidad de Batman es Bruce Wayne (dando pie para The Batman de Ben Affleck). Durante la escena de Knightmare, Batman recluta a Wilson (junto a Cyborg, Flash, Mera y Joker) para formar la resistencia en contra de los eventos ocurridos tras la Muerte de Lois Lane.
  - Deathstroke fue originalmente programado para aparecer en la próxima película en solitario de The Batman, protagonizada por Ben Affleck. Sin embargo, debido a que Affleck renunció como escritor y director, Matt Reeves ha ocupado su lugar y reescrito el guion, dejando el papel de Deathstroke en la película incierto.[28]
  - Una película independiente Deathstroke se encuentra actualmente en obras con Gareth Evans escribiendo y dirigiendo la película.[29][30]
  - Deathstroke también habría aparecido en Suicide Squad 2 dirigida por Gavin O'Connor y en Justice League Part II & III dirigida por Zack Snyder.

### Videojuegos
- También aparece en un videojuego titulado Mortal Kombat vs. DC Universe, donde un gran cataclismo hace que los universos de Mortal Kombat y de los héroes de DC se unan.

- Para el juego DC Universe Online, Deathstroke toma parte como uno de los villanos principales.

- También aparece en el reciente juego para iPhone Batman: Arkham City Lockdown como uno de los principales villanos.

- Es un personaje jugable en el videojuego Injustice: Gods Among Us.

- Es uno de los principales villanos del juego Batman: Arkham Origins.

- Es uno de los villanos secundarios del juego Batman: Arkham Knight.

- Es uno de los personajes disponibles del juego "Suicide Squad: Kill the Justice League"

## Recopilaciones
- Deathstroke the Terminator: Full Cycle (contiene Deathstroke the Terminator N.º 1-5 y New Titans N.º70, ISBN 978-0-930289-82-9)